# Lacenas
Lacenas ist eine französische Gemeinde mit 1.029 Einwohnern (Stand: 1. Januar 2022) im Département Rhône in der Region Auvergne-Rhône-Alpes. Die Gemeinde gehört zum Arrondissement Villefranche-sur-Saône und zum Kanton Gleizé.

## Geographie
Lacenas liegt rund sechs Kilometer westlich von Villefranche-sur-Saône im Weinbaugebiet Bourgogne. Das Gemeindegebiet wird vom Flüsschen Morgon durchquert das zur Saône entwässert. Umgeben wird Lacenas von den Nachbargemeinden Denicé im Norden, Gleizé im Osten, Porte des Pierres Dorées mit Liergues im Süden und Südosten, Jarnioux im Süden und Südwesten sowie Cogny im Westen.

## Bevölkerungsentwicklung
| Jahr                       | 1962 | 1968 | 1975 | 1982 | 1990 | 1999 | 2006 | 2013 |
| Einwohner                  | 474  | 443  | 455  | 471  | 714  | 852  | 850  | 923  |
| Quellen: Cassini und INSEE |      |      |      |      |      |      |      |      |

## Sehenswürdigkeiten
- frühere Kirche Notre-Dame-du-Son in der Ortschaft Saint-Paul aus dem 12. Jahrhundert, seit 1981 Monument historique
- Schloss Le Sou
- Schloss Montauzan
- Schloss Bionnay

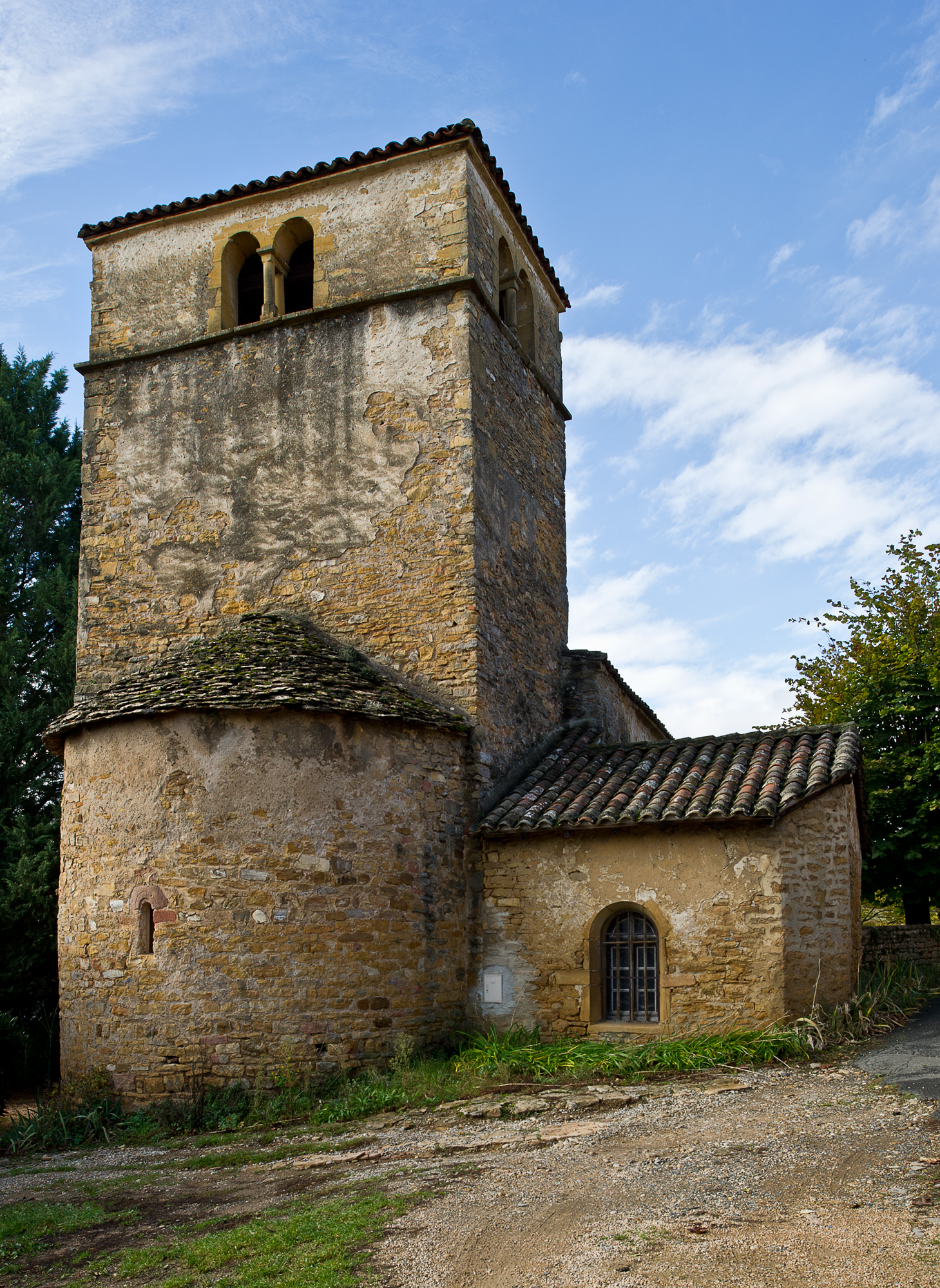
Kirche Notre-Dame-de-Son in Saint-Paul
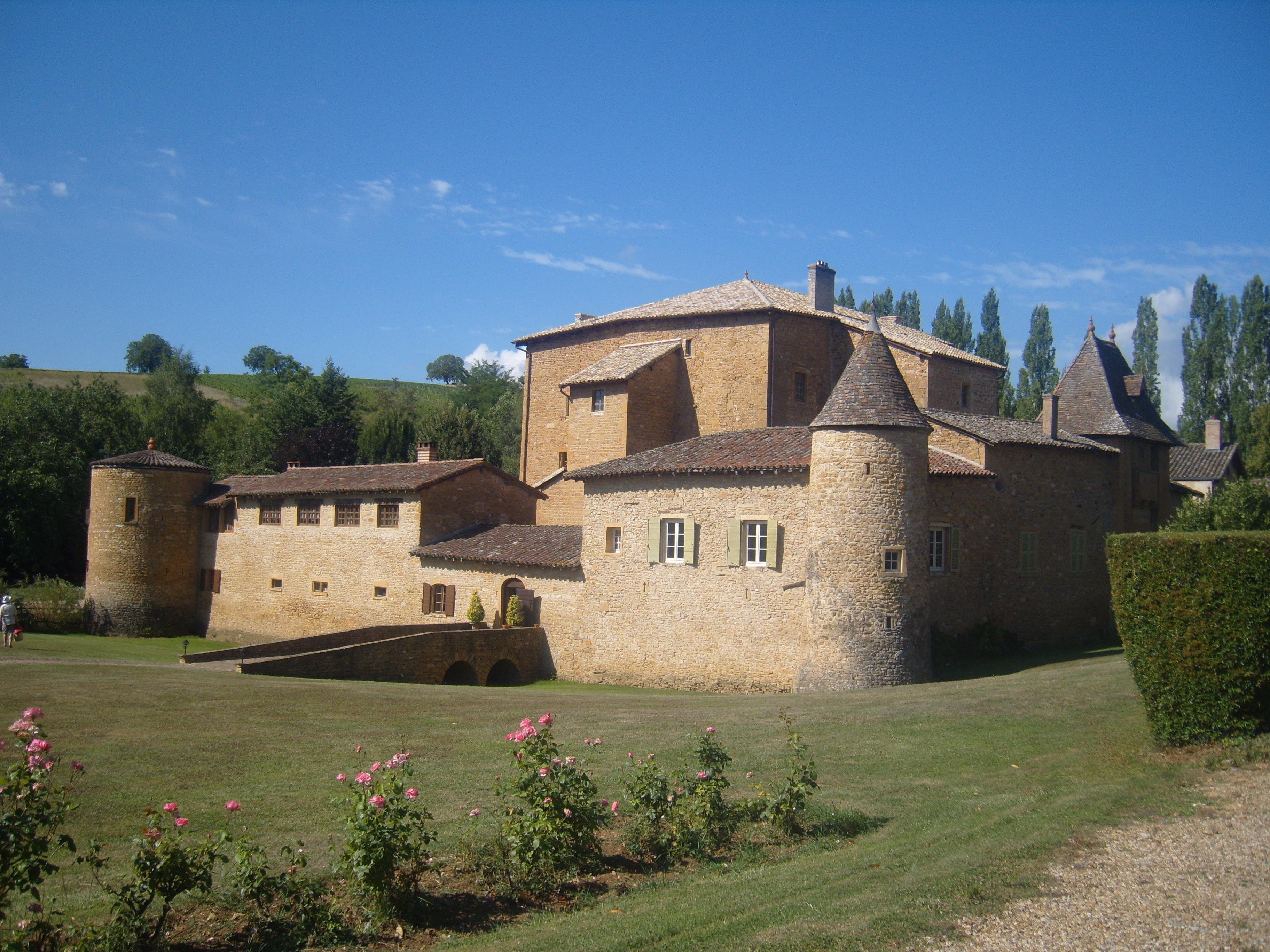
Schloss Le Sou
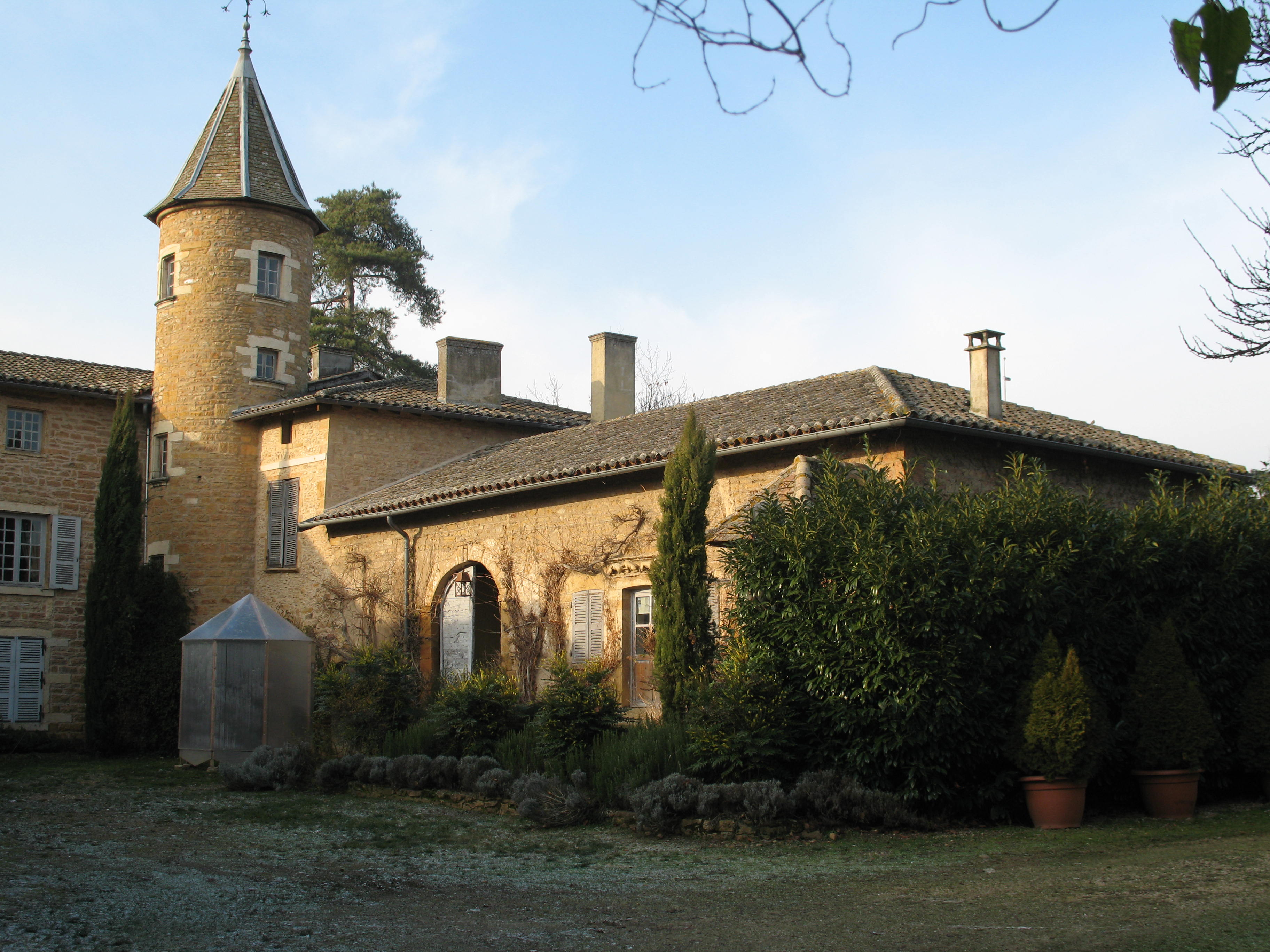
Schloss Montauzan
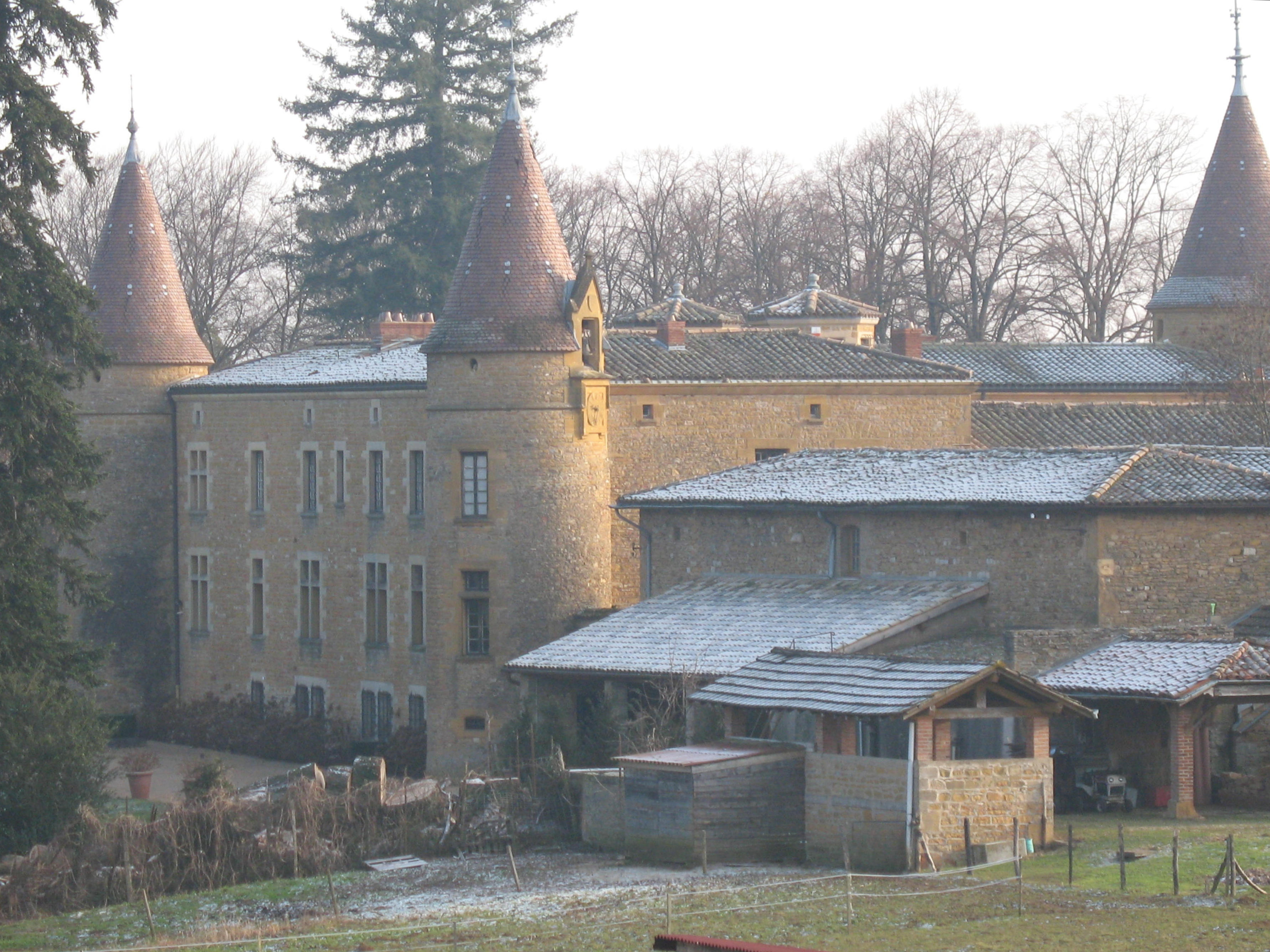
Schloss Bionnay

## Persönlichkeiten
- Gaël Morel (* 1972), Regisseur